# رولاند کنت
رولند گراب کنت (به انگلیسی: ROLAND GRUBB KENT) (۲۴ فوریه ۱۸۷۷ – ۲۷ ژوئن ۱۹۵۲) محقق آمریکایی در زمینه مطالعات هندواروپایی‌شناسی است که در زمینه مطالعات زبان فارسی باستان ممتاز است. او پسر یک تاجر بود و تحصیلاتش در زمینه کلاسیک را در کالج سوارتمور طی کرد. بعد از دریافت فوق لیسانس در سال ۱۸۹۸ به دانشگاه‌های برلین و مونیخ رفت تا تحصیلات کلاسیک را که شامل نوشته‌های یونانی، تاریخ یونانی و باستان‌شناسی یونانی بود را به اتمام برساند.
در بازگشت به ایالات متحده آمریکا او مطالعاتش را در دانشگاه پنسیلوانیا به پایان رساند و در ۱۹۰۳ با تز تاریخ تسالی (History of Thessaly) دکترا گرفت. در سال‌ها بعد او به سمت مدرس زبان یونانی و لاتین در همان دانشگاه رسید. در ۱۹۰۹ او استادیار زبان‌شناسی تطبیقی شد و در سال ۱۹۱۶ او به مقام استاد تمام رسید. از سال ۱۹۴۲ تا بازنشستگی در ۱۹۴۷، استاد زبان‌شناسی هندواروپایی شده بود.

## آثار
- A History of Thessaly from the Earliest Historical Times to the Accession of Philip V of Macedonia, Lancaster, Pa. , 1904 (printing of Chap. V, Apps. I-II of the Ph.D. diss. , University of Pennsylvania, 1903).[۳]
- “Studies in the Old Persian Inscriptions,” JAOS 35, 1918, pp. 321–52.[۳][۴]
- (with James R. Ware) “The Old Persian Cuneiform Inscriptions of Artaxerxes II and Artaxerxes III,” Transactions and Proceedings of the American Philological Association 55, 1924, pp. 52–61.[۳]
- The Textual Criticism of Inscriptions, Language Monographs 2, Philadelphia, 1926; repr. , New York, 1966.[۳]
- “The Recently Published Old Persian Inscriptions,” JAOS 51, 1931, pp. 189–240.[۳]
- The Sounds of Latin: A Descriptive and Historical Phonology, Language Monographs 12, Baltimore, 1932; 3rd ed. , 1945; repr. , Millwood, N.Y. , 1979.[۳]
- “The Name Ahuramazda,” in Jal Dastur Cursetji Pavry, ed. , Oriental Studies in honour of Cursetji Erachji Pavry, London, 1933, pp. 200–208.[۳]
- “The Present Status of Old Persian Studies,” JAOS 56, 1936, pp. 208–25.[۳]
- Varro: On the Latin Language, with an English Translation, ed. Roland G. Kent, 2 vols. , London and Cambridge, Mass. , 1938 (The Loeb Classical Library, 333-334; many reprints).[۳]
- The Forms of Latin: A Descriptive and Historical Morphology, Baltimore, Md. , 1946.[۳]
- Old Persian: Grammar, Texts, Lexicon, New Haven, Conn. , 1950 (American Oriental Series, 33; 2nd ed. , 1953, many reprints).[۳]

- رولند کنت: فارسی باستان: دستور زبان، متون، واژه‌نامه، ترجمه شده توسط سعید عریان. ناشر: سازمان میراث فرهنگی کشور